# Ľubiša
Ľubiša (deutsch Lubische, ungarisch Szerelmes, bis 1907 Lyubis[s]e) ist ein Ort und eine Gemeinde im Okres Humenné (Prešovský kraj) im Osten der Slowakei, mit 819 Einwohnern (Stand 31. Dezember 2024).

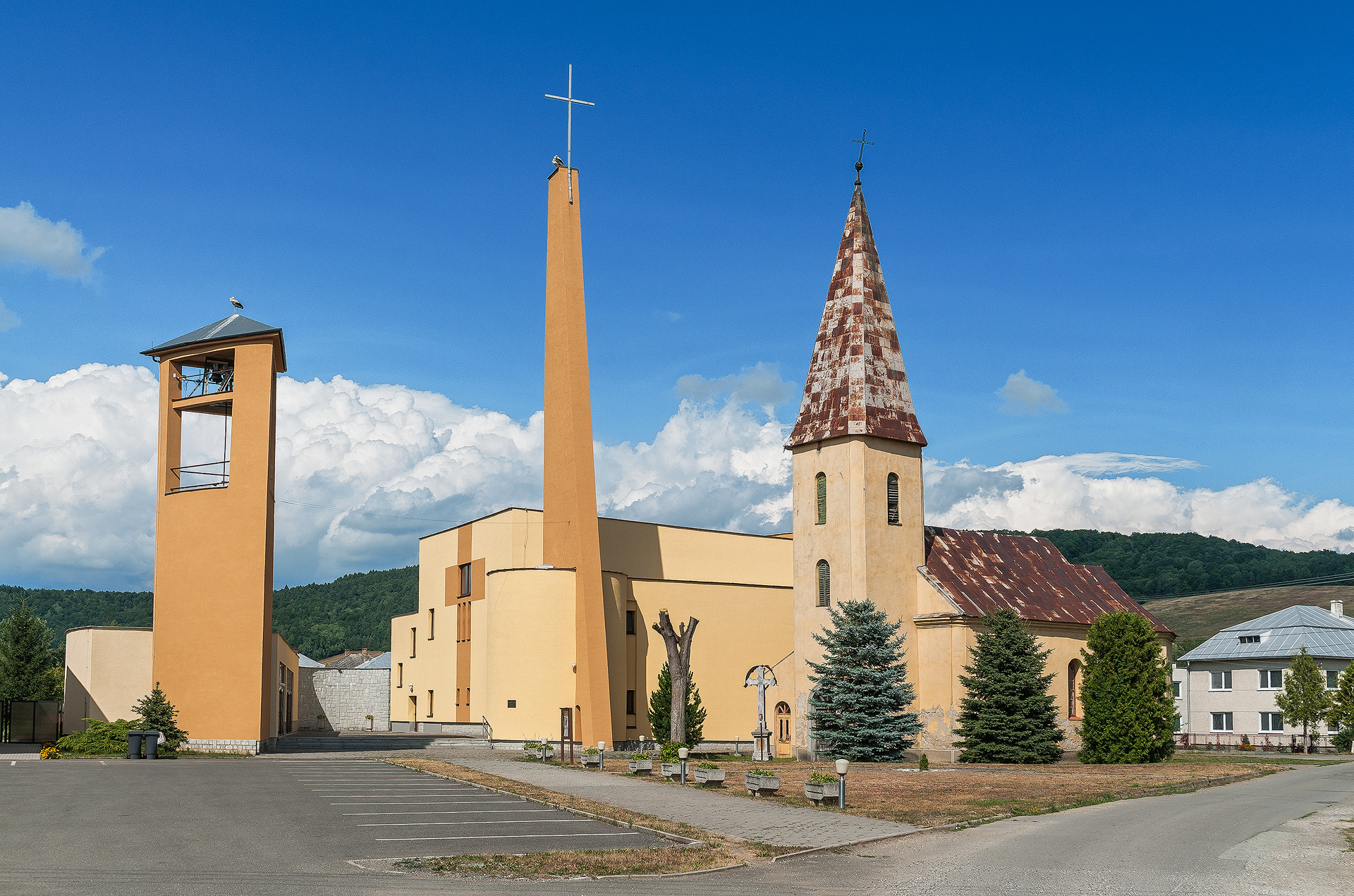
Kirche im Ort

## Geographie
Die Gemeinde liegt am südlichen Ende des Berglands Ondavská vrchovina an der linken Seite des Laborec, 10 Kilometer nördlich von Humenné gelegen.

## Geschichte
Ľubiša wurde zum ersten Mal 1410 als Libise schriftlich erwähnt, die Siedlung existierte aber wohl vor dem 13. Jahrhundert. Wie viele andere Orte der Gegend war der Ort im Besitz des Geschlechts Drugeth und somit zum Herrschaftsgut von Humenné. 1828 waren 77 Häuser und 513 Einwohner zu verzeichnen. Die Haupteinnahmequellen waren Landwirtschaft und Handwerk. 

## Bevölkerung
| Jahr                | 1994 | 2004    | 2014    | 2024    |
| ------------------- | ---- | ------- | ------- | ------- |
| Anzahl der Personen | 798  | 838     | 812     | 819     |
| Unterschied         |      | +5,01 % | −3,10 % | +0,86 % |

| Jahr                | 2023 | 2024    |
| ------------------- | ---- | ------- |
| Anzahl der Personen | 807  | 819     |
| Unterschied         |      | +1,48 % |

## Sehenswürdigkeiten
- barock-klassizistische römisch-katholische Erzengel-Michael-Kirche aus dem Jahr 1771, seit 1996 in ihrer Funktion als Pfarrkirche durch eine neue Kirche nebenan ersetzt

## Persönlichkeiten
- Michal Kováč (1930–2016), erster Staatspräsident der heutigen Slowakei